# Jane Powell
Jane Powell   (Portland, 1 d'abril de 1929 - Wilton, 16 de setembre de 2021) va ser una actriu, cantant i ballarina estatunidenca que va guanyar fama a mitjans de la dècada del 1940 amb papers en diversos musicals de la Metro-Goldwyn-Mayer. Destacada per la seva veu de soprano operística i la imatge de "noia del costat", va ser una de les últimes estrelles supervivents del cinema de l'Edat d'Or de Hollywood fins a la seva mort el 2021.
Va fer el seu debut al cinema amb Song of the Open Road (1944), seguida de Delightfully Dangerous (1945). Va guanyar reconeixement amb els musicals A Date with Judy (1948), Royal Wedding (1951), Seven Brides for Seven Brothers (1954) i Hit the Deck (1955). Posteriorment la seva carrera va desaccelerar i va fer un gir, i va protagonitzar pel·lícules com The Female Animal, de cinema negre, i la d'aventures Enchanted Island, ambdues de 1958. A principis de la dècada del 1960 va començar a actuar en produccions teatrals com My Fair Lady i The Sound of Music. També va aparèixer ocasionalment en sèries de televisió, com ara The Love Boat (1981–1982) i Growing Pains (1988–1992).